# Marcus Mactorius Barbus
Marcus Mactorius Barbus war ein antiker römischer Toreut (Metallbearbeiter), der gegen Ende des 1. beziehungsweise Anfang des 2. Jahrhunderts tätig war.
Marcus Mactorius Barbus ist heute nur noch aufgrund einer Signatur auf einem Prunkhelm aus Bronze bekannt. Dieser wurde in einem Grab in einer römischen Nekropole in Nawa, Hauran in Syrien gefunden. Heute befindet sich das Stück im Staatlichen historischen Museum in Stockholm. Im selben Grab wurde ein zweiter reich verzierter Helm gefunden, dessen Stil dem von Mactorius Barbus signierten Exemplar sehr ähnelt, aber nicht signiert ist. Möglicherweise stammen beide von der Hand desselben Handwerkers. Beide Helme können aufgrund ihrer Machart römischen Reitersoldaten zugewiesen werden.